# Fontinalis sphagnifolia
Fontinalis sphagnifolia är en bladmossart som beskrevs av Roelof J.van der Wijk och Margadant 1962. Fontinalis sphagnifolia ingår i släktet näckmossor, och familjen Fontinalaceae. Inga underarter finns listade i Catalogue of Life.